# Yukinori Shigeta
Yukinori Shigeta (jap. 重田 征紀, Shigeta Yukinori; * 15. Juli 1976 in der Präfektur Kanagawa) ist ein ehemaliger japanischer Fußballspieler.

## Karriere
Shigeta erlernte das Fußballspielen in der Jugendmannschaft von Verdy Kawasaki. Seinen ersten Vertrag unterschrieb er 1995 bei Verdy Kawasaki. Der Verein spielte in der höchsten Liga des Landes, der J1 League. Für den Verein absolvierte er fünf Erstligaspiele. 1999 wechselte er zum Drittligisten Yokohama FC. 1999 und 2000 wurde er mit dem Verein Meister der Japan Football League und stieg in die J2 League auf. Für den Verein absolvierte er 132 Spiele. Ende 2005 beendete er seine Karriere als Fußballspieler.

## Erfolge
Verdy Kawasaki
- J1 League

Vizemeister: 1995
- J.League Cup

Finalist: 1996
- Kaiserpokal

Sieger: 1996